# Coupe de France de cyclo-cross 2021
 (septembre 2021).
Si vous disposez d'ouvrages ou d'articles de référence ou si vous connaissez des sites web de qualité traitant du thème abordé ici, merci de compléter l'article en donnant les références utiles à sa vérifiabilité et en les liant à la section « Notes et références ».
Navigation
2020 2022
La Coupe de France de cyclo-cross 2021 est la 39e édition de la Coupe de France de cyclo-cross (anciennement Challenge la France cycliste de cyclo-cross). Elle se déroule du 2 octobre 2021 à Pierric au 12 décembre 2021 à Troyes. Ses 8 manches sont réparties sur 4 week-ends, une même ville accueillant une première manche le samedi et une deuxième le dimanche.
Chez les femmes, les juniors courent avec les élites mais possèdent leur propre classement général. Chez les hommes, les espoirs courent avec les élites sur certaines manches et les juniors ont leur propre course : ces trois catégories ont chacune leur classement général.

## Hommes élites

### Résultats[1]
| # | Date        | Lieu               | Vainqueur      | Deuxième       | Troisième              | Leader du classement général |
| - | ----------- | ------------------ | -------------- | -------------- | ---------------------- | ---------------------------- |
| 1 | 2 octobre   | Pierric            | Loris Rouiller | Joshua Dubau   | Valentin Guillaud      | Joshua Dubau                 |
| 2 | 3 octobre   | Pierric            | Joshua Dubau   | David Menut    | Kevin Suárez Fernández | Joshua Dubau                 |
| 3 | 23 octobre  | Quelneuc           | Joshua Dubau   | Loris Rouiller | Matthieu Boulo         | Joshua Dubau                 |
| 4 | 24 octobre  | Quelneuc           | Joshua Dubau   | Timon Rüegg    | Valentin Guillaud      | Joshua Dubau                 |
| 5 | 14 novembre | Bagnoles de l'Orne | Timon Rüegg    | Joshua Dubau   | Tony Périou            | Joshua Dubau                 |
| 6 | 14 novembre | Bagnoles de l'Orne | Joshua Dubau   | Timon Rüegg    | Tony Périou            | Joshua Dubau                 |
| 7 | 11 décembre | Troyes             | Loris Rouiller | Timon Rüegg    | Joshua Dubau           | Joshua Dubau                 |
| 8 | 12 décembre | Troyes             | Joshua Dubau   | Timon Rüegg    | Tim Merlier            | Joshua Dubau                 |

### Classement
|    | Coureur            | Équipe                                   | Points |
| -- | ------------------ | ---------------------------------------- | ------ |
| 1  | Joshua Dubau       | Team Peltrax CSD                         | 349    |
| 2  | Timon Rüegg        | Cross Team Legendre                      | 325    |
| 3  | Tony Périou        | Team S1neo Loudéac                       | 295    |
| 4  | Steve Chainel      | Cross Team Legendre                      | 294    |
| 5  | Lucas Dubau        | Team Peltrax CSD                         | 240    |
| 6  | Yan Gras           | Team Podiocom CC                         | 232    |
| 7  | Valentin Guillaud  | Team Guevel Immobilier Laval Cyclisme 53 | 197    |
| 8  | Valentin Tropardy  | VC Rouen 76                              | 192    |
| 9  | Matthieu Boulo     | Dinan Sport Cycling                      | 189    |
| 10 | Aurélien Philibert | Cross Team Gecibat                       | 169    |

## Femmes élites

### Résultats
| # | Date        | Lieu               | Vainqueur          | Deuxième                 | Troisième           | Leader du classement général |
| - | ----------- | ------------------ | ------------------ | ------------------------ | ------------------- | ---------------------------- |
| 1 | 2 octobre   | Pierric            | Hélène Clauzel     | Line Burquier            | Lauriane Duraffourg | Hélène Clauzel               |
| 2 | 3 octobre   | Pierric            | Line Burquier      | Hélène Clauzel           | Amandine Fouquenet  | Hélène Clauzel Line Burquier |
| 3 | 23 octobre  | Quelneuc           | Amandine Fouquenet | Anaïs Morichon           | Joyce Vanderbeken   | Amandine Fouquenet           |
| 4 | 24 octobre  | Quelneuc           | Amandine Fouquenet | Anaïs Morichon           | Marlène Petit       | Amandine Fouquenet           |
| 5 | 14 novembre | Bagnoles de l'Orne | Amandine Fouquenet | Perrine Clauzel          | Anaïs Morichon      | Amandine Fouquenet           |
| 6 | 14 novembre | Bagnoles de l'Orne | Amandine Fouquenet | Perrine Clauzel          | Anaïs Morichon      | Amandine Fouquenet           |
| 7 | 11 décembre | Troyes             | Line Burquier      | Marion Norbert-Riberolle | Amandine Fouquenet  | Amandine Fouquenet           |
| 8 | 12 décembre | Troyes             | Line Burquier      | Marion Norbert-Riberolle | Amandine Fouquenet  | Amandine Fouquenet           |

### Classement
|    | Coureuse           | Équipe                 | Points |
| -- | ------------------ | ---------------------- | ------ |
| 1  | Amandine Fouquenet | Arkéa                  | 338    |
| 2  | Anaïs Morichon     | Team Royalbikeshop.com | 316    |
| 3  | Anaïs Grimault     | Team S1neo Loudéac     | 274    |
| 4  | Audrey Weingarten  | Sorius                 | 266    |
| 5  | Marlène Petit      | Team Podiocom CC       | 258    |
| 6  | Marine Strappazzon | Team Royalbikeshop.com | 248    |
| 7  | Amélie Laquèbe     | CC Mainsat Evaux       | 236    |
| 8  | Viviane Rognant    | OCF Team Cross         | 227    |
| 9  | Amandine Vidon     | VCA Anjos Astérion     | 193    |
| 10 | Alizée Rigaux      | Bretagne               | 187    |

## Hommes espoirs

### Résultats
| # | Date        | Lieu               | Vainqueur      | Deuxième                | Troisième      | Leader du classement général |
| - | ----------- | ------------------ | -------------- | ----------------------- | -------------- | ---------------------------- |
| 1 | 2 octobre   | Pierric            | Loris Rouiller | Gerben Kuypers          | Rémi Lelandais | Loris Rouiller               |
| 2 | 3 octobre   | Pierric            | Loris Rouiller | Noé Castille            | Gerben Kuypers | Loris Rouiller               |
| 3 | 23 octobre  | Quelneuc           | Loris Rouiller | Joris Delbove           | Jens Clynhens  | Loris Rouiller               |
| 4 | 24 octobre  | Quelneuc           | Loris Rouiller | Florian Richard Andrade | Joris Delbove  | Loris Rouiller               |
| 5 | 14 novembre | Bagnoles de l'Orne | Noé Castille   | Rémi Lelandais          | Clément Alléno | Florian Richard Andrade      |
| 6 | 14 novembre | Bagnoles de l'Orne | Rémi Lelandais | Joris Delbove           | Clément Horny  | Florian Richard Andrade      |
| 7 | 11 décembre | Troyes             | Loris Rouiller | Joris Delbove           | Ugo Ananie     | Florian Richard Andrade      |
| 8 | 12 décembre | Troyes             | Loris Rouiller | Joris Delbove           | Rémi Lelandais | Joris Delbove                |

### Classement
|    | Coureur                 | Équipe                  | Points |
| -- | ----------------------- | ----------------------- | ------ |
| 1  | Joris Delbove           | Team Podiocom CC        | 305    |
| 2  | Florian Richard Andrade | U. C. Nantes Atlantique | 288    |
| 3  | Noé Castille            | Cross Team Legendre     | 283    |
| 4  | Loris Rouiller          | Alpecin-Fenix           | 270    |
| 5  | Clément Alleno          | V. C. Didannais         | 260    |
| 6  | Rémi Lelandais          | Cross Team Legendre     | 256    |
| 7  | Ugo Ananie              | Cross Team Legendre     | 237    |
| 8  | Damien Beton            | U. C. Pélussin          | 237    |
| 9  | Timothé Gabriel         | Schwenheim Cross Team   | 236    |
| 10 | Hugo Jot                | Cross Team Gecibat      | 235    |

## Hommes juniors

### Résultats
| # | Date        | Lieu               | Vainqueur        | Deuxième              | Troisième           | Leader du classement général |
| - | ----------- | ------------------ | ---------------- | --------------------- | ------------------- | ---------------------------- |
| 1 | 2 octobre   | Pierric            | Corentin Lequet  | Louka Lesueur         | Guillaume Bagou     | Corentin Lequet              |
| 2 | 3 octobre   | Pierric            | Corentin Lequet  | Guillaume Bagou       | Louka Lesueur       | Corentin Lequet              |
| 3 | 23 octobre  | Quelneuc           | Louka Lesueur    | Corentin Lequet       | Jarod Egea Garcia   | Corentin Lequet              |
| 4 | 24 octobre  | Quelneuc           | Corentin Lequet  | Romain Debord         | Jarod Egea Garcia   | Corentin Lequet              |
| 5 | 14 novembre | Bagnoles de l'Orne | Antoine Tran Van | Guillaume Bagou       | Martin Orrière      | Guillaume Bagou              |
| 6 | 14 novembre | Bagnoles de l'Orne | Antoine Tran Van | Esteban Foucher       | Pierre-Henry Basset | Guillaume Bagou              |
| 7 | 11 décembre | Troyes             | Corentin Lequet  | Nathan Dos Reis Graca | Guillaume Bagou     | Guillaume Bagou              |
| 8 | 12 décembre | Troyes             | Louka Lesueur    | Nathan Dos Reis Graca | Corentin Lequet     | Guillaume Bagou              |

### Classement
|    | Coureur               | Équipe                        | Points |
| -- | --------------------- | ----------------------------- | ------ |
| 1  | Guillaume Bagou       | Charvieu-Chavagneux I. C.     | 305    |
| 2  | Martin Orrière        | U. C. Nantes Atlantique       | 264    |
| 3  | Corentin Lequet       | Charvieu-Chavagneux I. C.     | 262    |
| 4  | Antoine Clef          | Grand Est                     | 253    |
| 5  | Louka Lesueur         | U. C. Nantes Atlantique       | 241    |
| 6  | Fantin Gloux          | Bretagne                      | 238    |
| 7  | Romain Debord         | Grand Est                     | 233    |
| 8  | Nathan Dos Reis Graca | V. C. Villefranche Beaujolais | 233    |
| 9  | Pierre-Henry Basset   | Bretagne                      | 225    |
| 10 | Esteban Foucher       | U. C. Nantes Atlantique       | 216    |

## Femmes juniors

### Résultats
| # | Date        | Lieu               | Vainqueur         | Deuxième         | Troisième        | Leader du classement général |
| - | ----------- | ------------------ | ----------------- | ---------------- | ---------------- | ---------------------------- |
| 1 | 2 octobre   | Pierric            | Julie Bego        | Electa Gallezot  | Alizée Rigaux    | Julie Bego                   |
| 2 | 3 octobre   | Pierric            | Electa Gallezot   | Léane Delanoë    | Manon Briand     | Electa Gallezot              |
| 3 | 23 octobre  | Quelneuc           | Lilou Fabrègue    | Electa Gallezot  | Maurène Trégouët | Electa Gallezot              |
| 4 | 24 octobre  | Quelneuc           | Julie Bego        | Electa Gallezot  | Margot Marasco   | Electa Gallezot              |
| 5 | 14 novembre | Bagnoles de l'Orne | Alizée Rigaux     | Alexandra Valade | Camille Giraud   | Alizée Rigaux                |
| 6 | 14 novembre | Bagnoles de l'Orne | Alexandra Valade  | Alizée Rigaux    | Maurène Trégouët | Alizée Rigaux                |
| 7 | 11 décembre | Troyes             | Xaydée Van Sinaey | Manon Briand     | Camille Giraud   | Alizée Rigaux                |
| 8 | 12 décembre | Troyes             | Xaydée Van Sinaey | Alizée Rigaux    | Manon Briand     | Alizée Rigaux                |

### Classement
|    | Coureuse         | Équipe                    | Points |
| -- | ---------------- | ------------------------- | ------ |
| 1  | Alizée Rigaux    | Bretagne                  | 187    |
| 2  | Manon Briand     | Bretagne                  | 154    |
| 3  | Maurène Trégouët | Bretagne                  | 119    |
| 4  | Alexandra Valade | Donnons des Elles au Vélo | 116    |
| 5  | Electa Gallezot  | VC Ornans                 | 113    |
| 6  | Margot Marasco   | Canner 3 Frontières VTT   | 111    |
| 7  | Camille Giraud   | Bourgogne-Franche-Comté   | 100    |
| 8  | Loane Ménager    | Pays de Loire             | 97     |
| 9  | Romane Reynier   | Bourgogne-Franche-Comté   | 70     |
| 10 | Coralie André    | Bretagne                  | 70     |